# Abdelwahid Temmar
Ne doit pas être confondu avec Abdelhamid Temmar.
Abdelwahid Temmar, né le 5 avril 1965 en Algérie, est un ancien wali et fonctionnaire dans l'administration publique en Algérie. Il est nommé, en août 2017, ministre de l'Habitat, de l'Urbanisme, et de la Ville.

## Biographie
Abdelwahid Temmar est né le 5 avril 1965 et a obtenu un baccalauréat en sciences expérimentales. Abdelwahid Temmar a obtenu un diplôme des études supérieures. Il est architecte d’État spécialisé en urbanisme.
En 1988, il rejoint le secteur de l’Habitat occupant plusieurs postes de responsabilité.
Abdelwahid Temmar, a occupé le poste de wali de Mostaganem, puis a été directeur de l'urbanisme dans la wilaya d'Oran et au ministère de l'Habitat. Il a été notamment inspecteur régional d’urbanisme puis directeur général d’urbanisation et d’architecture.
En août 2017, lors d'un remaniement ministériel, le président algérien Abdelaziz Bouteflika désigne trois nouveaux ministres. C'est ainsi qu'Abdelwahid Temmar est nommé ministre algérien de l'Habitat, de l'Urbanisme, et de la Ville du nouveau gouvernement dirigé par Ahmed Ouyahia. Il remplace à ce poste Youcef Cherfa.
Le 3 mars 2019, il est nommé ministre par intérim des Travaux Publics et des Transports, fonction qu'il cumule avec son poste précédent.
Le 27 janvier 2020, la Cour suprême indique qu'elle engagera des poursuites judiciaires à l'encontre d'Abdelwahid Temmar pour des faits « susceptibles d'une qualification pénale liés à l'octroi de foncier public ». Il est placé en détention provisoire le 6 février et condamné à 6 ans de prison le 31 mars 2022.
Le 29 juin 2022, poursuivi pour « corruption, notamment pour dilapidation de deniers publics et falsification de documents officiels » dans ses fonctions de  wali de Mostaganem, il est condamné à quatre ans de prison. Un tribunal le condamne à trois ans de prison le 28 juillet 2022 sans qu'il soit clair qu'il s'agisse d'une autre affaire ou d'un appel.

## Itinéraire
| no | Fonction                                                 | Début           | Fin          |
| -- | -------------------------------------------------------- | --------------- | ------------ |
| 01 | Wali de Mostaganem                                       | 22 juillet 2015 | 16 août 2017 |
| 02 | Ministre de l'Habitat, de l'Urbanisme, et de la Ville    | 17 août 2017    | 31 mars 2019 |
| 03 | Ministre des Travaux publics et des Transports (intérim) | 3 mars 2019     | 31 mars 2019 |